# Theresa Bauml
Theresa Bauml (Koblenz, 27 oktober 1997) is een Duits trialrijder. Bauml was in 2015 Duits kampioen bij de vrouwen en in 2015 en 2016 FIM Europees kampioenschap trial bij de vrouwen. 

## Biografie
Bauml deed haar eerste internationale ervaring in trial op in 2010 bij de Tsjechische wedstrijd voor het wereldkampioenschap. Ze reed in 2011 opnieuw in Tsjechië en haalde daar haar eerste punten met een 15e plaats, en sloot het seizoen af op de 22e plaats in het FIM Wereldkampioenschap trial voor vrouwen.
In 2012 slaagde Bauml er in als tweede te eindigen achter Ina Wilde in het Duits kampioenschap. In 2013 herhaalde ze die prestatie, waarbij ze voor het eerst een wedstrijd won, in de laatste ronde in Kiefersfelden. Internationaal eindigde zij verdienstelijk op een tweede plaats in het Europees kampioenschap, achter de Britse Emma Bristow.
In 2014 startte Bauml sterk, zij won de drie eerste rondes van het Duits kampioenschap maar werd later in het seizoen toch veroordeeld tot opnieuw een tweede plaats achter Ina Wilde. Ook in het Europees kampioenschap bestreden de Duitsen elkaar, waarbij Bauml de rondes in Polen won, maar Wilde uiteindelijk opnieuw aan het langste eind trok. 
Bauml had haar beste seizoen tot nu toe in 2015, waarbij zij de rollen omkeerde en voor Wilde eindigde op de eerste plaats. Zij won haar eerste Duitse titel met Wilde als tweede en Bianca Huber als derde. Ook in het Duitse team met Wilde en Mona Pekarek had zij succes, zij eindigden als tweede achter het Britse team in Tsjechië. Maar de kers op de taart was Baumls winst van de Europese titel nadat zij in Italië als tweede eindigde en beide wedstrijden in Polen won.

## Duits kampioenschap
| Jaar | Team   | 1     | 2     | 3     | 4     | 5     | 6     | 7     | 8     |  | Punten | Klassering |
| ---- | ------ | ----- | ----- | ----- | ----- | ----- | ----- | ----- | ----- |  | ------ | ---------- |
| 2011 | GasGas | ROH - | ROH - | OSN 5 | OSN 3 |       |       |       |       |  | 26     | 7th        |
| 2012 | Beta   | SCH 3 | SCH 2 | OSN 2 | OSN 2 |       |       |       |       |  | 66     | 2nd        |
| 2013 | Ossa   | SPE 5 | SPE 2 | KIE 2 | KIE 1 |       |       |       |       |  | 65     | 2nd        |
| 2014 | Ossa   | SCH 1 | SCH 1 | KIE 1 | KIE 3 | WER 1 | WER 2 | OSN 2 | OSN 2 |  | 146    | 2nd        |
| 2015 | Ossa   | ROH 2 | ROH 1 | WIE 1 | WIE 1 | WIL 1 | WIL 1 | OSN 1 | OSN 1 |  | 157    | 1st        |

## FIM Europees kampioenschap
| Jaar | Team   | 1     | 2     | 3     | 4     |  | Punten | Klassering |
| ---- | ------ | ----- | ----- | ----- | ----- |  | ------ | ---------- |
| 2010 | GasGas | ITA 9 | AND 9 | CZE 8 |       |  | 22     | 7th        |
| 2011 | GasGas | ITA 9 | GER - | CZE - |       |  | 7      | 15th       |
| 2012 | Beta   | ITA 5 | CZE 6 | NED 4 |       |  | 34     | 4th        |
| 2013 | Ossa   | CZE 5 | NOR 3 | SWE 2 |       |  | 210    | 2nd        |
| 2014 | Ossa   | ITA 3 | POL 1 | POL 1 | BEL 2 |  | 355    | 2nd        |
| 2015 | Ossa   | ITA 2 | POL 1 | POL 1 |       |  | 285    | 1st        |
| 2016 | Beta   | ITA 1 | POL 1 | POL 1 | GER 1 |  | 400    | 1st        |

## FIM Wereldkampioenschap
| Jaar | Team   | 1     | 2      | 3      | 4     | 5      |  | Punten | Klassering |
| ---- | ------ | ----- | ------ | ------ | ----- | ------ |  | ------ | ---------- |
| 2011 | GasGas | GER - | CZE 15 | ITA -  |       |        |  | 1      | 21st       |
| 2012 | Beta   | AND - | AND -  | SWI 13 | SWI 7 | SWI -  |  | 12     | 14th       |
| 2013 | Ossa   | AND 7 | AND 10 | FRA 11 | FRA 8 | FRA 12 |  | 23     | 10th       |
| 2014 | Ossa   | BEL 6 | SPA 5  | SPA 3  | AND 7 |        |  | 36     | 5th        |
| 2015 | Ossa   | CZE 5 | CZE 6  | SPA 5  | SPA 5 | SPA 6  |  | 33     | 6th        |
| 2016 | Beta   | GBR 5 | GBR 7  | ITA 3  | ITA 7 | FRA 6  |  | 45     | 6th        |

## Palmares
- Duits kampioene 2015
- Europees kampioene 2015